# Phyllophaga subnitida
Phyllophaga subnitida är en skalbaggsart som beskrevs av Moser 1918. Phyllophaga subnitida ingår i släktet Phyllophaga och familjen Melolonthidae. Inga underarter finns listade i Catalogue of Life.